# Jana Burčeska
Jana Burčeska (in macedone Јана Бурческа?, IPA [ˈjana ˈburtʃɛska]; Skopje, 6 luglio 1993) è una cantante macedone.

## Biografia
Jana fa la sua prima apparizione televisiva nel 2010, dove ha partecipato alla prima e unica edizione di Macedonian Idol, la versione macedone del format Pop Idol, dove si è classificata quinta. Nel 2011 viene scelta come ambasciatrice dell'UNICEF per la campagna "Insieme per le scuole senza violenza".
Successivamente ha partecipato al festival musicale Skopje Fest, durante le edizioni del 2012, 2013 e 2015. Nel 2014 è entrata a far parte della rock band macedone Mizar.
Nel novembre 2016 l'ente radiotelevisivo macedone MRT l'ha selezionata per rappresentare la Macedonia all'Eurovision Song Contest 2017 a Kiev. Il 10 marzo 2017 è stato presentato il brano Dance Alone, brano con il quale ha partecipato alla kermesse durante la seconda semifinale. Nonostante Jana fosse una delle favorita della serata non si è qualificata alla finale fermandosi al 15º posto.

## Vita privata
Durante il periodo preparatorio all'Eurovision Song Contest, Jana ha annunciato di essere incinta della sua primogenita, Dona, insieme al suo compagno Alexander. A ottobre 2017, nasce la bambina.
Durante la seconda semifinale della kermesse il compagno Alexander, intervistato dal conduttore ucraino Timur Mirošnyčenko, propone in diretta alla cantante di sposarlo

## Discografia

### Singoli
- 2017 - Dance Alone